# Ти мене носиш (фільм)
«Ти мене носиш» (хорв. Ti mene nosiš) — міжнародно-спродюсований драматичний фільм, знятий Івоною Джука. Світова прем'єра стрічки відбулась 5 липня 2015 року на міжнародному кінофестивалі в Карлових Варах. Фільм був висунутий Чорногорією на премію «Оскар-2016» у номінації «найкращий фільм іноземною мовою».

## У ролях
- Лана Барич — Івес
- Воїслав Брайович — Іван
- Наташа Янич — Лідія
- Горан Гайдукович — Ведран
- Гелена Белян — Дора
- Юрай Дабич — Ян

## Визнання
| Нагороди та номінації фільму «Ти мене носиш» | Нагороди та номінації фільму «Ти мене носиш» | Нагороди та номінації фільму «Ти мене носиш» | Нагороди та номінації фільму «Ти мене носиш» | Нагороди та номінації фільму «Ти мене носиш» | Нагороди та номінації фільму «Ти мене носиш» |
| Рік                                          | Нагорода                                     | Категорія                                    | Номінант                                     | Результат                                    |                                              |
| -------------------------------------------- | -------------------------------------------- | -------------------------------------------- | -------------------------------------------- | -------------------------------------------- | -------------------------------------------- |
| 2015                                         | Міжнародний кінофестиваль в Карлових Варах   | Нагорода East of West                        | «Ти мене носиш»                              | Номінація                                    |                                              |